# Sigurd Røen
Sigurd Røen, né le 12 février 1909 et mort le 17 septembre 1992, est un ancien fondeur et spécialiste norvégien du combiné nordique originaire de Rindal.

## Biographie
En 1934, il a remporté l'épreuve de combiné nordique (no) aux Lahti Ski Games.
En 1935, il a commencé sa carrière internationale aux championnats du monde dans les Hautes Tatras en prenant la cinquième place dans le combiné nordique. Deux ans plus tard, lors des championnats du monde de ski nordique 1937 à Chamonix, il a remporté le combiné nordique, devant son compatriote Rolf Kaarby et le finlandais Aarne Valkama. Dans ce même championnat, il a remporté la médaille d'or dans l'épreuve par équipes de ski de fond, un relais 4x10 km avec Annar Ryen, Oskar Fredriksen et Lars Bergendahl.
Lors des championnats de Norvège, il a remporté la médaille de bronze dans le combiné nordique en 1937 et en 1938 ainsi qu'une médaille d'argent dans le combiné en 1938 et une autre médaille d'argent sur le 30 km en 1935. Une statue à son effigie a été érigée à Rindal en 1991.
En 1937, il a gagné l'épreuve de combiné des Jeux du ski de Lahti. Cette même année, il a remporté la médaille de bronze dans le combiné nordique (no) lors du festival de ski d'Holmenkollen.
Son frère aîné, John Røen (en) a représenté la Norvège en ski de fond aux Jeux olympiques de 1928.

## Palmarès

### Championnats du monde
- Championnats du monde de ski nordique 1937 à Chamonix 
  -  Médaille d'or en relais 4 × 10 km en ski de fond.
  -  Médaille d'or en combiné nordique.

### Championnat de Norvège
- En ski de fond
  - Il a terminé 2e sur le 30 km en 1938.

- En combiné nordique
  - Il a terminé 2e en 1935 et 3e en 1937 et 1938.

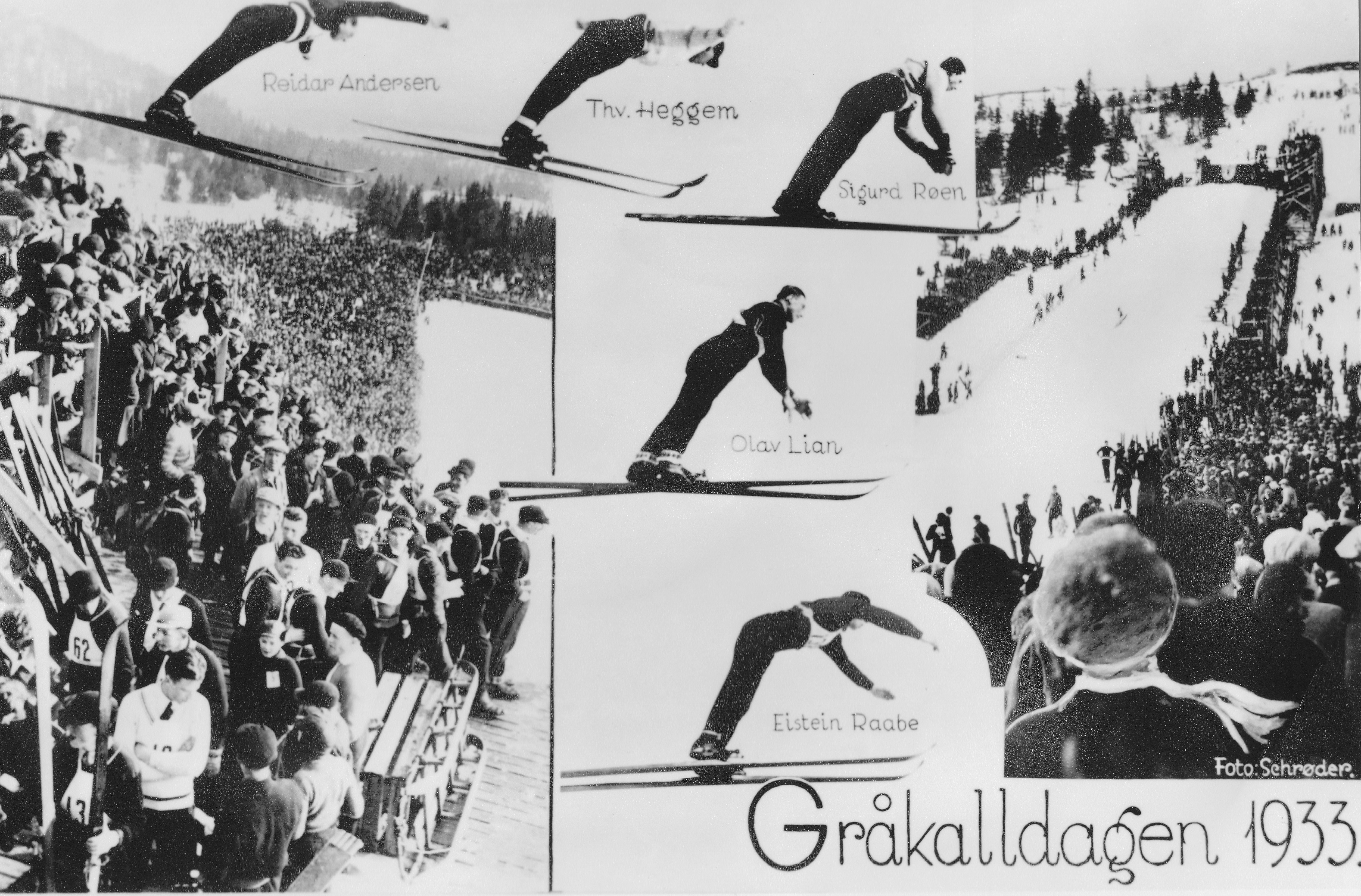
Sigurd Røen en 1933 sur le Gråkalldagen

Il a également terminé premier du championnat d'Allemagne de combiné nordique en 1935.